# Pseudoleptus graminosus
Pseudoleptus graminosus är en spindeldjursart som beskrevs av Meyer 1979. Pseudoleptus graminosus ingår i släktet Pseudoleptus och familjen Tenuipalpidae. Inga underarter finns listade i Catalogue of Life.